# Reao (Gemeinde)
Reao ist eine Gemeinde im Tuamotu-Archipel in Französisch-Polynesien.
Die Gemeinde besteht aus 2 Atollen. Sie ist in 2 „Communes associées“ (Teilgemeinden) untergliedert. Der Hauptort der Gemeinde ist Reao. Der Code INSEE der Gemeinde ist 98742.

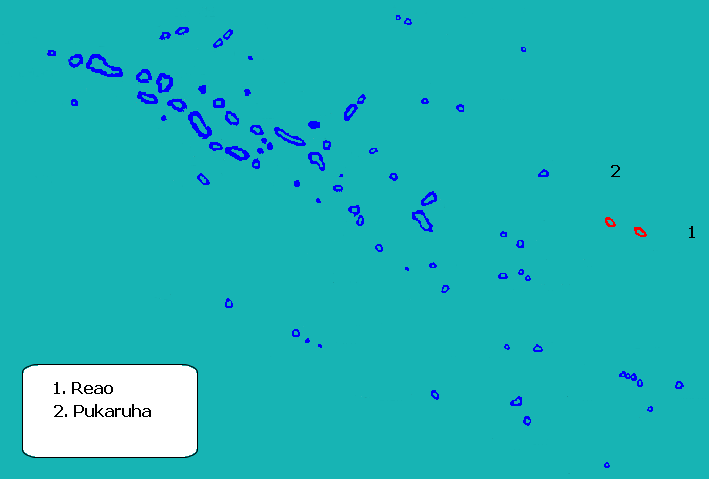
Position der Gemeinde Reao

| Atoll oder Insel | Hauptort     | Einwohner 2022 | Landfläche (km2) | Lagune (km2) | Post- leitzahl | Koordinaten           |
| ---------------- | ------------ | -------------- | ---------------- | ------------ | -------------- | --------------------- |
| Reao1            | Rapuarava    | 305            | 9                | 34           | 98779          | 18° 31′ S, 136° 22′ W |
| Puka Rua1        | Marautagaroa | 208            | 7                | 23           | 98780          | 18° 19′ S, 137° 01′ W |
| Gemeinde Reao    | Avatoru      | 513            | 16               | 57           |                |                       |

1 „Commune associée“ (Teilgemeinde)